# Cedar Rapids (Nebraska)
Cedar Rapids es una villa ubicada en el condado de Boone en el estado estadounidense de Nebraska. En el Censo de 2010 tenía una población de 382 habitantes y una densidad poblacional de 411,99 personas por km².

## Geografía
Cedar Rapids se encuentra ubicada en las coordenadas 41°33′32″N 98°8′58″O / 41.55889, -98.14944. Según la Oficina del Censo de los Estados Unidos, Cedar Rapids tiene una superficie total de 0.93 km², de la cual 0.93 km² corresponden a tierra firme y (0%) 0 km² es agua.

## Demografía
Según el censo de 2010, había 382 personas residiendo en Cedar Rapids. La densidad de población era de 411,99 hab./km². De los 382 habitantes, Cedar Rapids estaba compuesto por el 97.91% blancos, el 1.83% eran afroamericanos, el 0% eran amerindios, el 0% eran asiáticos, el 0% eran isleños del Pacífico, el 0% eran de otras razas y el 0.26% pertenecían a dos o más razas. Del total de la población el 0.52% eran hispanos o latinos de cualquier raza.